# Prima Divisione 1935 (pallacanestro femminile)
La Prima Divisione Femminile di pallacanestro rappresenta la seconda categoria italiana. Le squadre iscritte sono state suddivise su base regionale.

## Girone Lombardia
- Partecipanti:

G.U.F. Milano, G.F. Pavia, S.G.Lodi
- Risultati:

S.G.Lodi - G.F. Pavia 8-7
G.F. Pavia - S.G.Lodi 11-4 
G.U.F. Milano - S.G.Lodi n.d.
Finale regionale: G.U.F. Milano - G.F. Pavia 14-10

## Girone Lazio
- Partecipanti: Roma A, Roma B, Roma C, Lazio Roma, Mater

### Risultati
- Roma A - Roma B 8-4
- Lazio - Roma A 15-8
- MATER - Roma B 4-7
- Roma A - MATER 16-4
- Lazio - Roma B 48-1
- Lazio - MATER 13-2
- Lazio - Roma C 16-4

## Verdetti
G.F. Pavia viene ammessa alla Divisione Nazionale 1935